# Abasár
Abasár è un comune dell'Ungheria di 3.249 abitanti (dati 2001). È situato nella contea di Heves.